# 보령 남포읍성
보령 남포읍성(保寧 藍浦邑城)은 대한민국 충청남도 보령시 남포면에 있는 조선시대의 읍성이다. 1973년 12월 24일 충청남도의 기념물 제10호로 지정되었다.

## 개요
읍성(邑城)이란 군이나 현의 주민을 보호하고, 군사적·행정적인 기능을 함께 하는 성을 말한다.
남포읍성은 차령산맥 서쪽 끝자락의 구릉에 돌로 쌓은 성으로, 남포는 백제 때 사포현이라고도 불리었다. 이 읍성은 원래 고려 우왕 때 서해안을 침범하는 왜구를 막기 위해 쌓았던 성이었는데, 공양왕 2년(1390) 군대가 머물 수 있는 진영을 추가하여 완성하였다.
성벽은 비교적 잘 남아 있는데, 바깥쪽 벽은 돌을 이용하여 직각으로 쌓았고, 성벽의 안쪽은 흙으로 쌓아올렸다. 동·서·남 세 곳에는 성문을 보호하기 위해 4m의 높이로 성 바깥에 설치하는 또 하나의 성벽인 옹성을 둘렀는데, 1m이상의 큰 돌로 축성하였다. 성벽이 꺾이는 부분에는 적의 접근을 빨리 관측할 수 있도록 성벽의 일부를 튀어나오게 쌓았으며, 그 양쪽 성벽에 몸을 숨기고 적을 공격할 수 있도록 몇가지 시설을 해놓았다.
성 안에는 3채의 관아건물인 진남루와 옥산아문, 현청 보존되어 있으며, 동서에 80cm 높이로 배수시설이 마련되어 있다. 기록에 의하면 우물이 세 군데 있었다고 한다.
이 읍성은 서해안의 요충지로 왜구를 경계하는 한편, 해상 교통을 보호하고 감시하는 역할을 하던 곳으로 여겨진다.

## 참고 자료
- 보령 남포읍성 - 국가유산청 국가유산포털